# ピコ山
ピコ山（ピコさん、ポルトガル語: Montanha do Pico、Ponta do Pico）は成層火山であり、アゾレス諸島（ピコ島）の最高峰である。海抜2,351メートルに達し、ポルトガルと大西洋中央海嶺において最高地点である。ピコ山はアゾレス諸島の他の頂より2倍以上も高い。